# Glaucidium brasilianum
Glaucidium brasilianum là một loài chim trong họ Strigidae.

## Hình ảnh

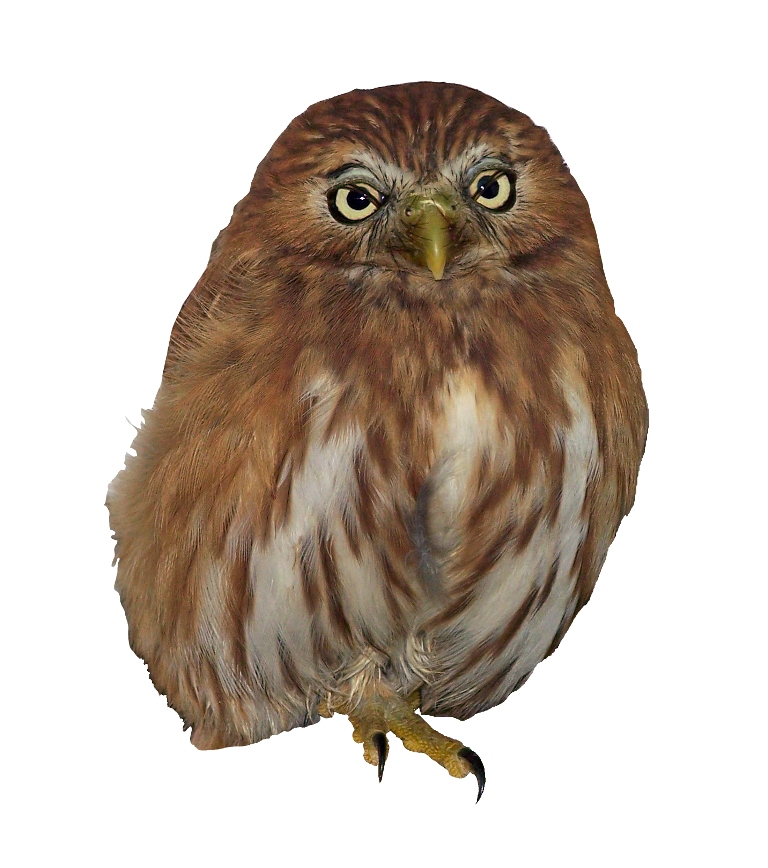
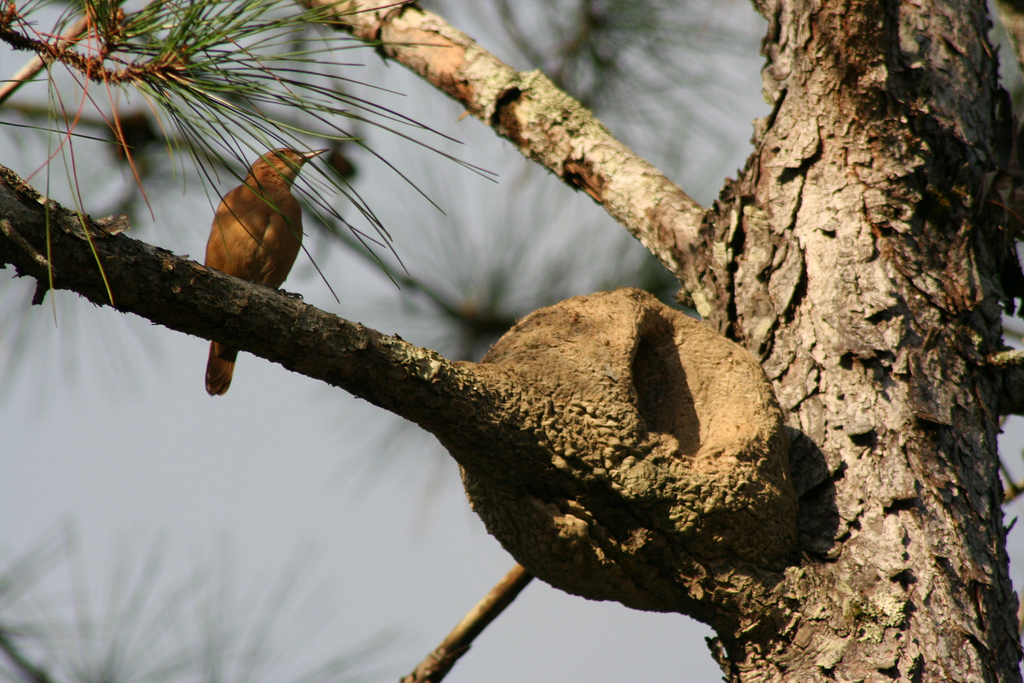
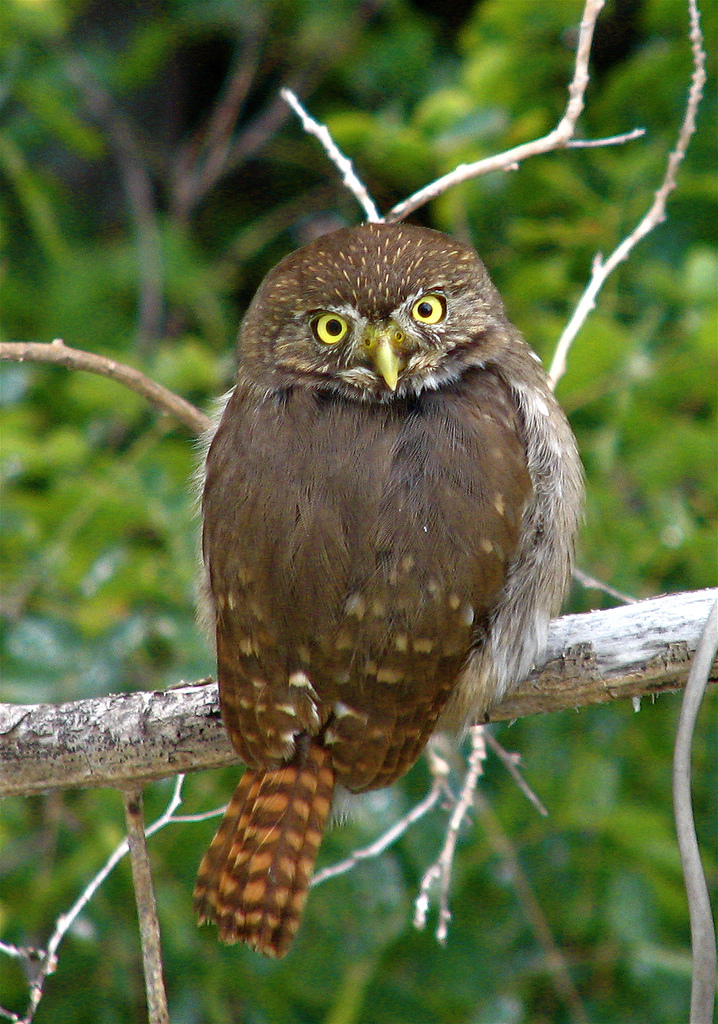